# Hans Kleinschmidt (Architekt)
Hans Kleinschmidt (* 28. Juni 1882 in Wiesbaden; † 1967:91) war ein deutscher Architekt,  Eisenbahn-Baubeamter und nach 1945 Präsident der Bundesbahndirektion Mainz.

## Werdegang
Der Protestant Hans Kleinschmidt wuchs als Sohn eines Schneidermeisters in Wiesbaden auf, wo er auch das Realgymnasium besuchte. Am 15. April 1901 immatrikulierte er sich an der Technischen Hochschule Hannover, setzte sein Architekturstudium aber schon ab Herbst 1901 drei Semester lang (Wintersemester 1901/1902 bis Wintersemester 1902/1903) an der (großherzoglich hessischen) Technischen Hochschule Darmstadt fort. Vom 5. Mai 1903 bis zum Sommersemester 1905 studierte er wiederum in Hannover. Dann begann er den Vorbereitungsdienst als Regierungsbauführer (Referendar in der öffentlichen Bauverwaltung). Anfang 1910 legte er vor dem Technischen Oberprüfungsamt in Berlin die zweite Staatsprüfung im Hochbaufach ab, woraufhin er am 29. Januar 1910 zum (königlich preußischen) Regierungsbaumeister (Assessor in der öffentlichen Bauverwaltung) ernannt wurde.
In der Folge fand Kleinschmidt Beschäftigung im Geschäftsbereich der Eisenbahndirektion Frankfurt am Main, wo ihm zum 1. September 1918 unter gleichzeitiger Ernennung zum Regierungs- und Baurat (nach Errichtung der Deutschen Reichsbahn: Reichsbahnrat) auch eine planmäßige Regierungsbaumeisterstelle verliehen wurde.
Als Regierungs- und Baurat folgte 1922 seine Versetzung zur Eisenbahndirektion Mainz. Zusammen mit Hermann Schieker entwarf er 1926 im Auftrag der Siedlungsgesellschaft für Verkehrspersonal (SieGe) die Geschosswohnungsbauten für Betriebsangehörige der Reichsbahn an der Schachtstraße in Darmstadt in expressionistischer Backsteinarchitektur, die heute unter Denkmalschutz stehen.
In Mainz erhielt Kleinschmidt zum 1. September 1927 die Ernennung zum Reichsbahnoberrat und stand als Dezernent der dortigen Hochbauabteilung vor. Mit dem 1. August 1938 wurde er schließlich unter Ernennung zum Reichsbahnbaudirektor nach Berlin berufen, wo er als Abteilungsleiter in der Stellung eines Abteilungspräsidenten Einsatz fand. Er leitete in Berlin die Abteilung V und das (Hochbau-)Dezernat 49 der 1937 gegründeten Reichsbahnbaudirektion Berlin. Kurz vor Ende des Zweiten Weltkriegs wurde er nach Mainz zurückversetzt.:91 In Berlin war Kleinschmidt an der Seite von Theodor Dierksmeier mit „Speer-Projekten“ befasst. Sein Œuvre war für einen Eisenbahnarchitekten ungewöhnlich groß.:101

„Kleinschmidt hatte es verstanden trotz Führungsposition während der NS-Zeit, er war damals Abteilungspräsident in der Reichsbahnbaudirektion Berlin, mit List und Tücke (und wohl auch aus Überzeugung) die Parteizugehörigkeit zu umgehen, so dass er „unbelastet“ sofort nach dem Krieg in Mainz von der amerikanischen Besatzungsmacht als Präsident eingesetzt werden konnte.“

## Werk

### Bauten und Entwürfe

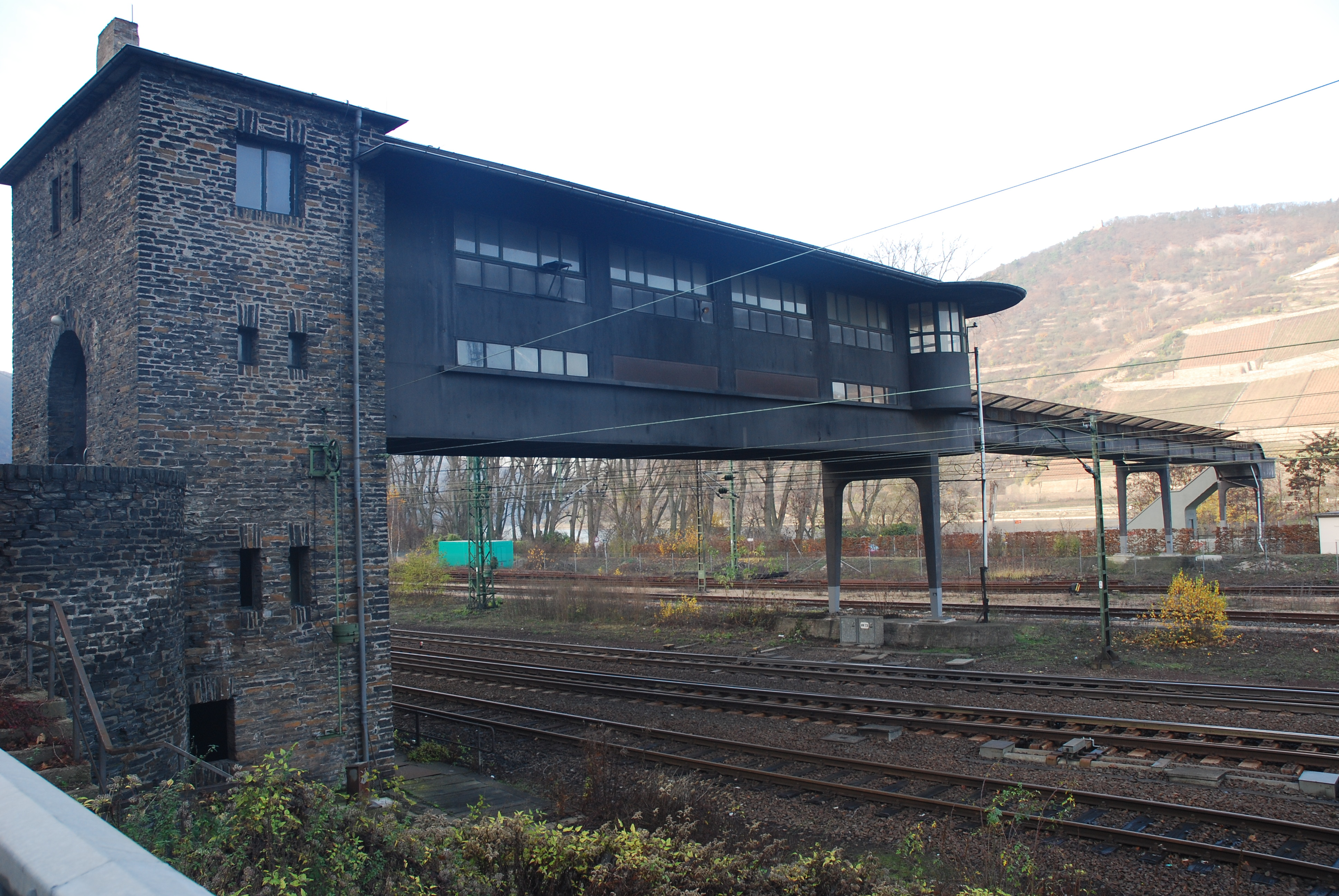
Stellwerk Bingerbrück Kreuzbach

- 1926: Geschosswohnungsbauten für die Siedlungsgesellschaft für Verkehrspersonal (SieGe) in Darmstadt, Külpstraße / Schachtstraße 2/4/6/8 / Rheinstraße
- 1936: Stellwerk Bingerbrück Kreuzbach in Bingen[9]
- 1937: Wettbewerbsentwurf für den Hauptbahnhof in Thessaloniki[10]

### Schriften
- Die Entwicklung der Eisenbahn im Raume Worms. In: Anton Felix Napp-Zinn: Kultur und Wirtschaft im rheinischen Raum. Mainz 1949, S. 275–279.